# Bergsregementet (äldre)
Bergsregementet var ett värvat infanteriförband inom svenska armén som verkade i olika former åren 1656–1658 och 1674–1719.

## Historia
Det äldsta bergsregementet uppsattes "godewilligen" inom bergslagen 1656 till en styrka av 1400 man i åtta kompanier. Det upplöstes efter freden i Roskilde 1658. Då kriget åter utbröt sommaren samma år, påbjöds regementets återuppsättande, men detta torde inte blivit verklighet före freden i Köpenhamn 1660, och regementet fullständigt upplöstes. Vid krigsutbrottet 1674 påbjöds uppsättandet av ett nytt bergsregemente på 1200 man i tolv kompanier. Under namn av Drottningens livregemente till fot och efter 1693 Malmö regemente var det förlagt först i Malmö, sedan i Stralsund, vid vars uppgivande det till största delen gick förlorat; återstående manskap insattes i det yngre Bergsregementet.
Det äldre bergsregementet hade sin föregångare i den under Karl IX och möjligen tidigare, förekommande "bergsfanan" (rytteri) och "bergsfänickan" (fotfolk), av vilka den förra uppsattes av bergsmännen i Stora Kopparberget mot befrielse från utskrivning; den senare uppsattes 1611, förmodligen av Nora och Linde bergslag, samt förstärktes till 300 man.

## Förbandschefer
- 1674–1691: Reinhold Modée
- 1691–1693: David Makeléer
- 1693–1709: Axel Faltzburg
- 1709–1714: Lennart Ribbing
- 1714–1719: Gustaf Grubbenhielm